# Kirguistán en el Festival de la Canción de la UAR
Kirguistán hizo su debut en el Festival Televisivo de la Canción de la UAR 2013. La emisora kirguís, Kyrgyz Television (KTRK), fue el organizador de la entrada kirguís desde el debut del país en el certamen.

## Historia
KTRK hizo su debut en el Festival Televisivo de la Canción de la UAR en el festival de 2013, en Hanói, Vietnam.

## Participaciones de Kirguistán en el Festival de la Canción de la UAR
| Año  | Sede  | Artista          | Canción             | Idioma | N.º de Actuación |
| ---- | ----- | ---------------- | ------------------- | ------ | ---------------- |
| 2013 | Hanói | Tola Tursunaliev | "The Power of Love" | Inglés | N.º 07           |